# 스류좡역
스류좡역(중국어: 石榴庄站)은 중국 베이징시 펑타이구 다훙먼 가도의 스류좡로와 광차이로의 교차로에 위치한 베이징 지하철 10호선의 지하철역이다. 2012년 12월 30일에 운영을 개시했다.

## 역 구조
| 지면층          | 가도                            | C—D출구                             |
| 지하 1층 대합실 | 대합실                          | 고객 센터, 자동 매표기, 출입 게이트 |
| 지하 2층 승강장 | ←                               | ■ 10호선 내선순환 (다훙먼)          |
| 지하 2층 승강장 | 섬식 승강장, 왼쪽 출입문이 열림 |                                     |
| 지하 2층 승강장 | →                               | ■ 10호선 외선순환(쑹자좡)           |

## 출구
|                         |                     |           |      |             |
| 출구                    | 지시                | 출구 인근 | 사진 | 무장애 시설 |
| 出口 · C                | 광차이로(光彩路)    |           |      |             |
| 出口 · D                | 스춘 대가(时村大街) |           |      | 빈칸        |
| 아이콘 설명: 엘리베이터 |                     |           |      |             |